# Tora! Tora! Tora!
Tora! Tora! Tora! è un film del 1970 diretto da Richard Fleischer, Kinji Fukasaku e Toshio Masuda.
La pellicola descrive i preparativi e l'attuazione dell'attacco a Pearl Harbor. Fu distribuita negli Stati Uniti il 23 settembre 1970 e in Italia  il 7 novembre dello stesso anno.
Il titolo è il messaggio in codice giapponese che indica la riuscita dell'attacco a sorpresa. La parola tora (トラ), in giapponese, significa letteralmente tigre ma in questo caso è un acronimo derivante da totsugeki raigeki (letteralmente, attacco lampo).

## Trama
L'Impero giapponese, alleato delle potenze dell'Asse e già duramente impegnato nella guerra contro la Cina, è deciso ad allargare il conflitto volgendo lo sguardo verso il Pacifico e quindi contro gli Stati Uniti, i quali però, pur considerando questa eventualità, nonostante i ripetuti avvertimenti del colonnello Rufus G. Bratton, Capo della Sezione Estremo Oriente del Servizio Informazioni dell'Esercito, e del tenente Alvin Kramer, del Servizio Informazioni della Marina, evitano di prendere le misure difensive necessarie, e il dispositivo viene ulteriormente indebolito dalla decisione del generale Walter Short, il quale, temendo atti di sabotaggio, ordina di schierare gli aerei al centro delle piste, lontano dalle recinzioni, rendendoli così vulnerabili ad un attacco aereo.
L'ammiraglio Isoroku Yamamoto, comandante delle "flotte riunite", conoscendo le potenzialità economiche e belliche degli Stati Uniti, è scettico sulla possibilità del Giappone di vincere la guerra ma, una volta esaurite le possibilità di pace offerte dalla diplomazia, inizia scrupolosamente a preparare un attacco contro la flotta americana, che da San Diego si è spostata a Pearl Harbor, minacciando le rotte giapponesi. La preparazione del piano d'attacco viene affidata a due giovani ufficiali, il capitano di vascello Mitsuo Fuchida ed il capitano di fregata Minoru Genda, mentre le operazioni navali vengono elaborate dal capitano di vascello Kameto Kuroshima; queste prevedono l'invio di sei portaerei, scortate da una squadra di corazzate, incrociatori e cacciatorpediniere, rifornita in mare durante il tragitto che separa il mar del Giappone dalle isole Hawaii.
La squadra giapponese giunge a destinazione indisturbata e senza che l'ammiraglio Husband Kimmel, comandante della flotta del sud Pacifico di stanza a Pearl Harbor, riceva comunicazione dell'attacco imminente e il mattino del 7 dicembre 1941 gli aerei giapponesi giungono sulla rada, comunicando il messaggio in codice Tora! Tora! Tora! che indica la riuscita dell'attacco a sorpresa, e, in due ondate, infliggono danni rilevanti alle corazzate presenti alla base, affondando la Arizona e la Oklahoma, ma mancando l'obiettivo principale ossia le portaerei Enterprise, Lexington e Saratoga che al momento dell'attacco erano in navigazione.
L'ammiraglio Chūichi Nagumo, comandante della squadra navale, in un eccesso di prudenza evita di lanciare la terza ondata, prevista per distruggere i depositi di carburante dell'isola e per proseguire nella ricerca delle portaerei, allo scopo di riportare intatte in Giappone le navi che saranno utilizzate per il conflitto appena iniziato e ordina di invertire la rotta. L'ammiraglio Yamamoto, pur soddisfatto per la riuscita dell'attacco a sorpresa, non riesce a nascondere ai suoi ufficiali la preoccupazione per la guerra contro gli Stati Uniti, aumentata dal sentimento di reazione che nascerà nella popolazione a causa della dichiarazione di guerra presentata dopo l'attacco, sostenendo che è come avere destato un gigante assopito, infondendogli la volontà di combattere e vendicarsi.

## Produzione
Il film venne girato da due unità, una giapponese ed una statunitense.
Ad un quarto di secolo dalla fine della guerra, il cinema statunitense cessava lo stereotipo negativo dell'ex nemico giapponese e presentava un quadro obiettivo del campo avversario, delle motivazioni delle scelte politiche e delle diverse tendenze nel governo nipponico.
La documentazione di base fu ricavata da un libro di Gordon Prange, docente di storia all'Università del Maryland ed ex membro dello Stato Maggiore del generale MacArthur. Fu poi completata dalle testimonianze dei superstiti, fra cui lo stesso colonnello Genda, che prese parte anche alle riprese in qualità di consigliere tecnico (Fuchida invece, divenuto nel frattempo ministro del culto protestante, si rifiutò).
Alcune scene del film (venuto in definitiva a costare oltre 15 miliardi di lire di allora), vennero poi riutilizzate nei successivi La battaglia di Midway, Countdown dimensione zero e la mini serie televisiva Pearl Harbour.

## Distribuzione

### Edizione italiana
L'edizione italiana del film risale all'autunno del 1970. Il doppiaggio dei personaggi fu suddiviso tra due cooperative: la C.D.C. per i personaggi statunitensi e la S.A.S. per quelli giapponesi.

## Riconoscimenti
- 1971 - Premio Oscar
  - Migliori effetti speciali a A.D. Flowers e L. B. Abbott
  - Candidatura Migliore fotografia a Charles F. Wheeler, Osamu Furuya, Shinsaku Himeda e Masamichi Satoh
  - Candidatura Migliore scenografia a Jack Martin Smith, Yoshirō Muraki, Richard Day, Taizô Kawashima, Walter M. Scott, Norman Rockett e Carl Biddiscombe
  - Candidatura Miglior montaggio a James E. Newcom, Pembroke J. Herring e Shinya Inoue
  - Candidatura Miglior sonoro a Murray Spivack e Herman Lewis
- 1971 - National Board of Review Award
  - Migliori dieci film
- 1971 - American Cinema Editors
  - Candidatura Miglior montaggio a Shinya Inoue, Pembroke J. Herring e James E. Newcom
- 1971 - Laurel Award
  - Candidatura Miglior film
  - Candidatura Migliore fotografia a Charles F. Wheeler, Osamu Furuya, Shinsaku Himeda e Masamichi Satoh